# Les Sous-doués
Les Sous-doués is een Franse film van Claude Zidi die werd uitgebracht in 1980.
Deze komedie van Claude Zidi was in 1980 de op een na populairste Franse film in Frankrijk, enkel voorafgegaan door de romantische komedie La Boum. 

## Samenvatting
Madame Jumaucourt, de directrice van de chique Louis XIV-privéschool in Versailles, heeft het moeilijk met haar leerlingen. Ze is hoogst verontwaardigd wanneer ze op de televisie de resultaten van het baccalaureaat (het eindexamen dat het middelbaar onderwijs afsluit) verneemt: haar instelling staat op de laatste plaats, geen enkele leerling is geslaagd. 
Die leerlingen, Bébel voorop, zijn goedgeklede rijkeluiskinderen en onverbeterlijke luieriken en grappenmakers. Ze doen er bovendien alles aan om bedroevende resultaten te behalen zodat ze kunnen doorgaan met hun kommerloos en vrolijk leventje. Voor de directrice is de maat nu vol: ze heeft een reputatie te verdedigen. Ze legt het accent meer dan ooit op orde en tucht. Ze neemt enkele draconische maatregelen: een nieuwe meedogenloze en angst inboezemende leraar lichamelijke opvoeding, rookdetectoren en een videocircuit waarmee ze de klassen bespiedt.

## Rolverdeling
| Acteur            | Personage                                                           |
| ----------------- | ------------------------------------------------------------------- |
| Daniel Auteuil    | Baptiste 'Bébel' Lavalle                                            |
| Michel Galabru    | de politiecommissaris                                               |
| Maria Pacôme      | Lucie Jumaucourt, de directrice                                     |
| Hubert Deschamps  | Léon Jumaucourt, leraar Engels en wetenschappen                     |
| Tonie Marshall    | Catherine Jumaucourt, lerares geschiedenis en aardrijkskunde        |
| Dominique Hulin   | Bruce Kateka, leraar lichamelijke opvoeding                         |
| Richard Bohringer | de studiemeester tijdens het examen wiskunde                        |
| Féodor Atkine     | de vader van MC²                                                    |
| Raymond Bussières | Gaston Pourquier, de oude man                                       |
| Philippe Taccini  | Julien Sanquin, de beste vriend van Bébel en de vriend van Caroline |
| Françoise Michaud | Caroline Janin, de vriendin van Julien                              |
| Gaëtan Bloom      | Gaëtan, de vriend van Graffiti                                      |
| Katherine Erhardy | Jeanne Hamilton, zwanger                                            |
| Hélène Zidi       | Sarah                                                               |
| Mathieu Schiffman | de leerling met het lange rosse krulhaar                            |
| Patrick Zard      | Zard, de grote lummel                                               |